# Carl Schuch
Carl Schuch (født 30. september 1846 i Wien, død 13. september 1903 sammesteds) var en østrigsk maler. 
Schuchan studerede i Wien, i München (hvor han sluttede sig nær til Leibl og Trübner), Bruxelles, Venedig og Paris. I Paris arbejdede han 1882—94 og modtog meget mærkbare impulser fra Courbets kolorit. Han malede fortrinsvis stilleben og landskaber og viser sig her som en af Tysklands mest kultiverede og mest ægte malerbegavelser. Hans kunst ses i mange tyske museer, to stillebensstykker i Dresdens Galleri, landskaber med mere i Berlins Nationalgalleri og så videre, en større samling af hans værker i statsgaleriet i Wien. På den baltiske udstilling i Malmö i 1914 var han smukt repræsenteret med en halv snes billeder, blandt andet det store Stillleben i køkkenet (en mand sidder og polerer tinkrus).